# Fritz Zopfi

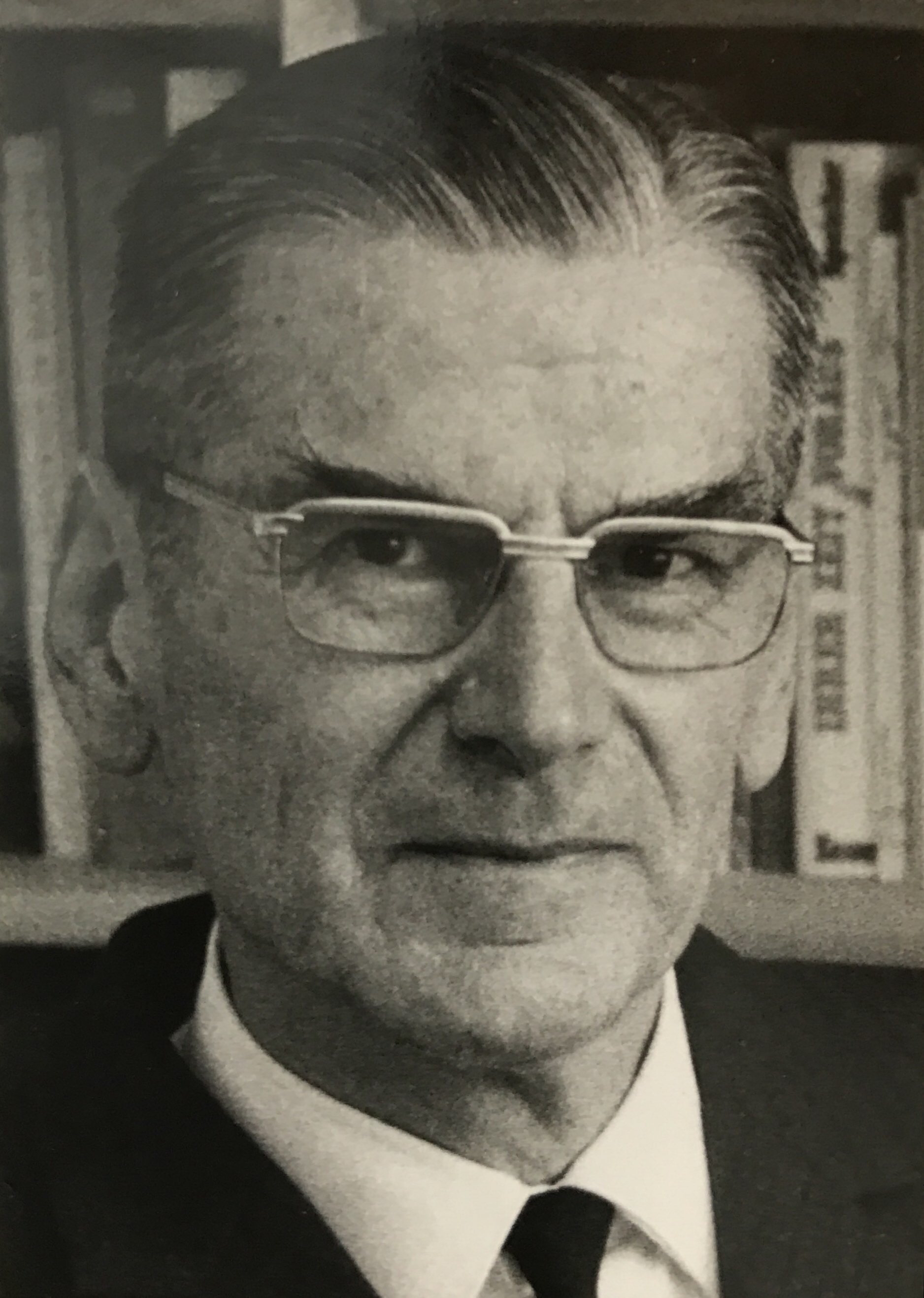
Fritz Zopfi

Fritz Zopfi (* 15. August 1910 in Schwanden GL; † 3. Juni 1989 in Langnau im Emmental) war ein Schweizer Journalist und Pionier der Ortsnamenforschung.

## Leben
Fritz Zopfi wuchs als Sohn eines Polizeibeamten in Schwanden GL auf. Er besuchte von 1926 bis 1930 das Seminar Küsnacht und studierte anschliessend an der Universität Zürich Germanistik, Geschichte und Anglizistik. 
Ab 1944 war er Chefredaktor des Emmentaler Blattes, ab 1973 bis 1976 der Berner Zeitung. Daneben betätigte er sich als Orts- und Flurnamenforscher. Er gilt als Schweizer Pionier dieser Disziplin. 

## Werke
- Die Namen der glarnerischen Gemeinden und weitere Beiträge zur Ortsnamenforschung und Siedlungsgeschichte des Glarnerlandes und seiner Nachbargebiete, Verlag Baeschlin, Glarus 1984.
- Das Emmental : Land und Leute : Beiträge zu einer Heimatkunde, Emmentaler Druck, Langnau 1979.

## Auszeichnungen
- Kulturpreis des Kantons Glarus 1982

## Weblink
- Beiträge Zopfis zur Ortsnamenforschung

| Personendaten    | Personendaten                              |
| ---------------- | ------------------------------------------ |
| NAME             | Zopfi, Fritz                               |
| KURZBESCHREIBUNG | Schweizer Journalist und Ortsnamenforscher |
| GEBURTSDATUM     | 15. August 1910                            |
| GEBURTSORT       | Schwanden GL                               |
| STERBEDATUM      | 3. Juni 1989                               |
| STERBEORT        | Langnau im Emmental                        |